# Бокканегра

Герб.

Бокканегра — генуэзский род, давший республике капитана народа, дожа и адмирала.

## История
Происхождение семьи Бокканегра неясно. Первоначально они не были членами генуэзской аристократии, а скорее «пополарами» (бюргерами). Первым известным представителем семьи мог быть упомянутый в 1201 г. некий «Букканигра», в течение одного поколения несколько представителей занимались торговлей в Западном Средиземноморье. В 1235 году Ринальдо Бокканегра был членом совета коммуны, за ним 13 лет спустя последовал Марино Бокканегра. Как и другие генуэзские семьи, Бокканегра были активными участниками Седьмого крестового похода французского короля Людовика IX, получая прибыль от снабжения и оснащения кораблей крестоносцев.
Гульельмо Бокканегра стал «капитаном народа» и фактическим правителем Генуи с 1257 по 1262 г., его внучатый племянник Симон Бокканегра — был первым дожем Генуи.
Брат Симона Эгидио Бокканегра возглавлял генуэзский флот в битве при Слейссе, его сын Амброзио Бокканегра — командовал кастильским флотом в битве при Ла-Рошели.

## Известные представители
- Гульельмо Бокканегра (ум. 1273 г.) — капитан народа Генуи.
- Симон Бокканегра (ум. 1363), — первый дож Генуи.
- Эгидио Бокканегра[итал.] (ум. 1363 г.) — генуэзский адмирал.
- Амброзио Бокканегра[итал.] (ум. 1373 г.) — адмирал на службе Кастилии.